# Цао Юе
Цао Юе (29 жовтня 1995) — китайська плавчиня.
Призерка Чемпіонату світу з плавання на короткій воді 2014 року.
Переможниця Азійських ігор 2014 року.